# Always Be My Baby
Always Be My Baby è una canzone scritta e prodotta dalla cantautrice Mariah Carey, insieme a Jermaine Dupri e Manuel Seal nel dicembre 1994. Fu una delle prime tracce registrate per il quarto album di studio della Carey, Daydream. Venne pubblicata nel 1996 come terzo singolo nel Nord America e quarto nel resto del Mondo; la canzone raggiunse la vetta della Hot 100 americana, la #2 in Canada e raggiunse la top-20 nelle maggiori classifiche in cui entrò. Il testo della canzone fa riferimento ad una storia ormai finita, la quale protagonista afferma che il suo vecchio amore sarà "sempre il suo amore" e che ritornerà da lui una volta che si sarà resa conto che gli manca veramente. La canzone ricevette una nomination ai Grammy Awards per la "Miglior esecuzione da una cantante femminile R&B".

## Video musicale
Il video musicale è il secondo video che viene diretto dalla cantautrice stessa. Lei è la protagonista, apparentemente felice, che racconta la storia di un amore giovanile terminato, dondolandosi su un'altalena costituita da un copertone contro il cielo stellato. Venne girato al Fresh Air Fund, un'associazione benefica sponsorizzata dalla cantautrice, tra le campagne dello Stato di New York. Nel video compaiono due bambini che escono di notte dai loro bungalow e si divertono presso il lago, mentre Mariah li osserva vicino ad un fuoco da campo.

## Successo commerciale
Always Be My Baby debuttò alla seconda posizione della Billboard Hot 100, rimanendoci per quattro settimane, per poi raggiungere la prima posizione e mantenerla per due settimane e ripassare altre cinque settimane alla numero 2. La canzone divenne l'undicesimo singolo numero uno nella carriera della Carey, mettendola alla pari con cantanti come Whitney Houston e Madonna per le cantanti soliste con il maggior numero di numero uno. Avendo passato nove settimane totali alla #2, la canzone è la più duratura della Carey a quella posizione, e la quarta in tutta la storia della Hot 100.
Fantasy e One Sweet Day furono canzoni campioni di incassi, mentre Alway Be My Baby ottenne un successo maggiormente radiofonico. Raggiunse inoltre la #1 nella Hot R&B/Hip Hop Songs americana. Raggiunse un elevato successo nelle radio, tanto da essere la più trasmessa del 1996, e raggiunse infatti la #1 anche nella Hot Adult Top 40 Tracks.
Al di fuori degli Stati Uniti la canzone divenne un altro successo, ma non come Fantasy. Anche se One Sweet Day è uno dei maggiori successi della cantautrice , Always Be My Baby al di fuori dell'America del Nord raggiunse un successo migliore, tanto da raggiungere la top-5 in Canada e Regno Unito (dove raggiunse la #3, vendette 220 000 copie e fu il maggior successo della cantante estratto da Daydream). In Australia raggiunse la top-20.

## Classifiche
| Classifiche (1996)                | Posizione massima |
| --------------------------------- | ----------------- |
| Australia                         | 17                |
| Canada                            | 1                 |
| Germania                          | 76                |
| Giappone                          | 79                |
| Irlanda                           | 10                |
| Nuova Zelanda                     | 5                 |
| Paesi Bassi                       | 27                |
| Regno Unito                       | 3                 |
| Svezia                            | 38                |
| Stati Uniti                       | 1                 |
| Stati Uniti Pop Songs             | 3                 |
| Stati Uniti Hot R&B/Hip-Hop Songs | 1                 |
| Stati Uniti Hot Dance Club Songs  | 6                 |
| Stati Uniti Adult Contemporary    | 2                 |

### Classifiche di fine anno
| Paese (1996) | Posizione |
| ------------ | --------- |
| Canada       | 21        |
| Stati Uniti  | 5         |

### Classifiche di fine decennio
| Paese (1990–1999) | Posizione |
| ----------------- | --------- |
| Stati Uniti       | 49        |